# Scopula falsificata
Scopula falsificata là một loài bướm đêm trong họ Geometridae.